# Воинские звания и знаки различия военно-воздушных сил Египта
Воинское звание Военно-воздушных сил Египта — определяет положение (права, обязанности) военных сухопутных войск Египта по отношению к другим военным. Воинское звание присваивается гражданам как признание их заслуг, особых отличий, служебной квалификации.
Знаками различия военнослужащих по званию в Военно-воздушных силах Египта являются погоны.

## История
Военная форма одежды, воинские звания и знаки различия военнослужащих армии Египта были введены в действие после Июльской революции в Египте в 1952 году и свержения монархии. В 1958 году изображение короны как символа Королевства Египет была заменена на Орла Саладина (новый герб) и система турецко-египетских званий была заменена на арабские.
Как и в большинстве стран мира, в сухопутных войсках Египта звания подразделяются на офицерские звания и звания сержантского и рядового состава.

## Воинские звания и знаки отличия
Военнослужащие Сухопутных войск Египта с 1958 года имеют следующие звания и знаки различия:

### Офицерские звания и знаки отличия
| Офицерские звания и знаки отличия | Офицерские звания и знаки отличия | Офицерские звания и знаки отличия | Офицерские звания и знаки отличия | Офицерские звания и знаки отличия | Офицерские звания и знаки отличия | Офицерские звания и знаки отличия | Офицерские звания и знаки отличия | Офицерские звания и знаки отличия | Офицерские звания и знаки отличия | Офицерские звания и знаки отличия |
| Пилот-офицер                      | Флаинг-офицер                     | Флайт лейтенант                   | Командир эскадрильи               | Командир крыла                    | Капитан группы                    | Коммодор авиации                  | Вице-маршал авиации               | Маршал авиации                    | Главный маршал авиации            |                                   |
| Лейтенант                         | Первый лейтенант                  | Капитан                           | Майор                             | Подполковник                      | Полковник                         | Бригадный генерал                 | Генерал-майор                     | Генерал-лейтенант                 | Генерал                           |                                   |
| араб. ملازم‎                       | араб. ملازم أول‎                   | араб. نقيب‎                        | араб. رائد‎                        | араб. مقدم‎                        | араб. عقيد‎                        | араб. عميد‎                        | араб. لواء‎                        | араб. فريق‎                        | араб. فريق أول‎                    |                                   |
| --------------------------------- | --------------------------------- | --------------------------------- | --------------------------------- | --------------------------------- | --------------------------------- | --------------------------------- | --------------------------------- | --------------------------------- | --------------------------------- | --------------------------------- |

### Звания и знаки отличия сержантского и рядового состава
| Звания и знаки отличия сержантского состава | Звания и знаки отличия сержантского состава | Звания и знаки отличия сержантского состава | Звания и знаки отличия рядового состава |
| Мастер-сержант                              | Сержант                                     | Капрал                                      | Авиатор                                 |
| (араб. رقيب أول‎)                            | (араб. رقيب‎)                                | (араб. عريف‎)                                | (араб. جندي‎)                            |
| ------------------------------------------- | ------------------------------------------- | ------------------------------------------- | --------------------------------------- |